# Puccinia cribrata
Puccinia cribrata är en svampart som beskrevs av Arthur & Cummins 1933. Puccinia cribrata ingår i släktet Puccinia och familjen Pucciniaceae.   Inga underarter finns listade i Catalogue of Life.